# Dongmakou Hu
Dongmakou Hu är en sjö i Kina. Den ligger i provinsen Hubei, i den centrala delen av landet, omkring 130 kilometer sydost om provinshuvudstaden Wuhan. Dongmakou Hu ligger 13 meter över havet. Arean är 2,8 kvadratkilometer. Trakten runt Dongmakou Hu består till största delen av jordbruksmark. Den sträcker sig 1,9 kilometer i nord-sydlig riktning, och 3,1 kilometer i öst-västlig riktning.
Genomsnittlig årsnederbörd är 2 084 millimeter. Den regnigaste månaden är maj, med i genomsnitt 332 mm nederbörd, och den torraste är januari, med 56 mm nederbörd.